# Dampfiella tupi
Dampfiella tupi är en kvalsterart som beskrevs av Pérez-Íñigo och Baggio 1989. Dampfiella tupi ingår i släktet Dampfiella och familjen Dampfiellidae. Inga underarter finns listade i Catalogue of Life.